# Welcome to O'Block
Welcome to O'Block è l'album in studio di debutto del rapper statunitense King Von e l'unico ad essere stato pubblicato durante la sua vita. È stato rilasciato il 30 ottobre 2020 tramite le etichette Only the Family Entertainment e Empire Distribution. L'album è stato principalmente prodotto da Chopsquad DJ e vi appaiono i featuring di Dreezy, Fivio Foreign, Lil Durk, Moneybagg Yo, Polo G e Prince Dre. È l'album di King Von che ha raggiunto le posizioni più alte nelle classifiche, con un picco al numero 5 della Billboard 200.

## Descrizione
Von ha spiegato la differenza fondamentale tra il suo mixtape Levon James e Welcome to O'Block dicendo: "Se stai facendo qualcosa e continui a farlo, otterrai risultati migliori. È vero, bisogna lavorare sodo". Complex ha detto che l'album vede Von "riflettere con acuta chiarezza lirica sulla sua ascesa e su come la fama ritrovata potrebbe avere un impatto sulla sua stessa vita e su quella dei suoi cari", mentre Revolt ha notato il genere drill: "Spesso rappando su Chicago e il suo rispettato quartiere, questo album dipinge sicuramente l'immagine vivida dei suoi testi cinematografici mentre ritrae le sue cadenze eccezionali attraverso ogni disco".

## Tracce
1. Armed & Dangerous – 2:02 (testo: Dayvon Bennett – musica: Chopsquad DJ)
2. GTA – 2:01 (testo: Bennett, Jackson – musica: Chopsquad DJ)
3. Demon – 2:13 (testo: Bennett, Jackson – musica: Chopsquad DJ)
4. Mine Too – 2:54 (testo: Bennett – musica: Pooh Beatz, Turn Me Up Josh, Hitmaka)
5. The Code (feat. Polo G) – 3:22 (testo: Bennett, Taurus Tremani Bartlett – musica: LC, JTK, DJ Ayo)
6. Why He Told – 3:08 (testo: Bennett – musica: Chopsquad DJ)
7. Back Again (feat. Lil Durk, Prince Dre) – 2:31 (testo: Bennett, Durk Derrick Banks, Deandre Proctor – musica: Tay Keith, Dnny Phntm)
8. Gleesh Place – 1:34 (testo: Bennett – musica: Wheezy, Chopsquad DJ)
9. All These Niggas (feat. Lil Durk) – 2:24 (testo: Bennett, Banks – musica: Chopsquad DJ)
10. Can't Relate – 2:40 (testo: Bennett – musica: Chopsquad DJ, Will-A-Fool)
11. Mad At You (feat. Dreezy) – 3:14 (testo: Bennett, Seandrea Sledge – musica: Chopsquad DJ)
12. Ain't See It Coming (feat. Moneybagg Yo) – 2:43 (testo: Bennett, Demario DeWayne White jr. – musica: Chopsquad DJ)
13. I Am What I Am (feat. Fivio Foreign) – 3:38 (testo: Bennett, Maxie Lee Ryles III – musica: Chopsquad DJ)
14. Ride – 2:22 (testo: Bennett – musica: Chopsquad DJ)
15. How It Go – 3:58 (testo: Bennett – musica: Chopsquad DJ)
16. Wayne's Story – 2:18 (testo: Bennett – musica: Chopsquad DJ)

## Classifiche
| Classifiche (2020)        | Posizione massima |
| ------------------------- | ----------------- |
| Canada                    | 12                |
| Stati Uniti               | 5                 |
| Stati Uniti (R&B/Hip-Hop) | 3                 |